# Michael Koryta
Pour les articles homonymes, voir Koryta.
Michael Koryta, né le 20 septembre 1982 à Bloomington, dans l'Indiana, aux États-Unis, est un journaliste et un écrivain américain, auteur de roman policier.

## Biographie
Passionné de littérature, il a un père cinéphile qui « lui fait connaître l'œuvre d'Alfred Hitchcock, mais aussi découvrir Humphrey Bogart et le film noir ». Il décide ainsi très jeune de devenir écrivain. 
Pendant qu'il suit des cours en criminologie de l'université de l'Indiana à Bloomington, il écrit un premier roman refusé par tous les éditeurs. Il travaille un temps comme journaliste et enquêteur privé. Riche de ces nouvelles expériences, dont il s'inspire pour ses romans ultérieurs, il commence par reprendre son roman refusé, conserve les mêmes personnages, mais en approfondit la psychologie et modifie les péripéties du récit où ils évoluent.  À l'âge de 22 ans, il publie ainsi un premier roman policier, intitulé La Mort du privé (Tonight I Said Goodbye), qui met en scène le détective privé Lincoln Perry. Il donne trois aventures supplémentaires à Perry avant de stopper la série. Il donne aussi des cours à l'université de l'Indiana avant de se consacrer à temps plein à l'écriture. 
En 2009, il s'oriente vers le thriller avec La Nuit de Tomahawk (Envy the Night), lauréat du Los Angeles Times Book Prize du meilleur roman policier à sa sortie aux États-Unis. 
Plusieurs romans de Koryta ont été traduits en français, d'abord par les Éditions du Seuil, puis par Calmann-Lévy dans une nouvelle collection dirigée par Robert Pépin.
En 2019, le réalisateur américain Taylor Sheridan  travaille à l'adaptation au cinéma de son roman Those Who Wish Me Dead, alias Ceux qui veulent ma mort en français, sortie en 2021.

## Œuvre

### Romans

#### SérieLincoln Perry
- Tonight I Said Goodbye (2004) Publié en français sous le titre La Mort du privé, traduction d'Anick Hausman, Paris, Seuil, coll. « Policiers », 2006, réédition, Paris, Points, coll. « Policiers » no P1886, 2008.
- Sorrow's Anthem (2006) Publié en français sous le titre Et que justice soit faite, traduction d'Anick Hausman, Paris, Seuil, coll. « Policiers », 2008, réédition, Paris, Points, coll. « Policiers » no P2170, 2009.
- A Welcome Grave (2007) Publié en français sous le titre Une tombe accueillante, traduction de Mireille Vignol, Paris, Seuil, coll. « Policiers », 2009, réédition, Paris, Points, coll. « Policiers » no P2297, 2010.
- The Silent Hour (2009) Publié en français sous le titre Une heure de silence, traduction de Frédéric Grellier, Paris, Seuil, coll. « Policiers », 2011.

#### SérieMarkus Novak
- Last Words (2015)
- Rise the Dark (2016)

#### Autres romans
- Envy the Night (2008) Publié en français sous le titre La Nuit de Tomahawk, traduction d'Alain Defossé, Paris, Seuil, coll. « Policiers », 2010, réédition, Paris, Points, coll. « Policiers » no P2633, 2011.
- So Cold the River (2010) Publié en français sous le titre La Rivière perdue, traduction de Robert Pépin, Paris, Calmann-Lévy, coll. « Robert Pépin présente … », 2011, réédition, Paris, Le Livre de poche no 32691, 2012.
- The Cypress House (2011) Publié en français sous le titre Mortels Regards, traduction de Pierre Namia, Paris, Calmann-Lévy, coll. « Robert Pépin présente … », 2012, réédition, Paris, Le Livre de poche no 33326, 2014.
- The Ridge (2011)
- The Prophet (2012)
- Those Who Wish Me Dead (2014)
- How It Happened (2018)
- If She Wakes (2019) Publié en français sous le titre Le témoin ne répond plus, Calmann-Lévy, (2020)
- Never Far Away (2021)
- An Honest Man (2023)

#### Romans signés Scott Carson
- The Chill (2020)
- Where They Wait (2021)

### Nouvelle
- A People Person (2013)

## Filmographie

### Comme auteur adapté
- 2020 : Ceux qui veulent ma mort (Those Who Wish Me Dead), film américain réalisé par Taylor Sheridan, avec Angelina Jolie

## Prix et distinctions notables

### Prix
- Los Angeles Times Book Prize 2008 du meilleur roman policier pour La Nuit de Tomahawk (Envy the Night).
- Prix Barry 2015 du meilleur thriller pour Those Who Wish Me Dead[2]

### Nominations
- Prix Edgar-Allan-Poe 2005 du meilleur premier roman pour Tonight I Said Goodbye[3]
- Prix Shamus 2008 du meilleur roman pour A Welcome Grave[4]
- Prix Barry 2009 du meilleur roman pour Envy the Night[2]
- Prix Shamus 2010 du meilleur roman pour The Silent Hour[4]
- Gold Dagger Award  2011 pour The Cypress House[5]
- Prix Macavity 2011 du meilleur roman pour The Ridge[6]
- Prix Thriller 2011 du meilleur roman pour The Ridge[7]
- Prix Barry 2020 du meilleur roman pour If She Wakes[2]
- Prix Edgar-Allan-Poe 2024 du meilleur roman pour An Honest Man[3]

## Sources
- Claude Mesplède, Dictionnaire des littératures policières, vol. 2 : J - Z, Nantes, Joseph K, coll. « Temps noir », 2007, 1086 p. (ISBN 978-2-910-68645-1, OCLC 315873361), p. 116.